# Ibrahim Muhammad Didi
Ibrahim Muhammad Didi (divehi : އިބްރާހީމް މުޙައްމަދުދީދީ), né à Malé en 1902 et mort en 1981 à Colombo au Sri Lanka est un homme d'État maldivien, président de la République en remplacement de Mohamed Amin Didi du 2 septembre 1953 au 7 mars 1954.